# Aultmore
Aultmore ist eine Whiskybrennerei bei Keith, Banffshire, Schottland, Großbritannien.

## Geschichte
Die Brennerei wurde 1896 von Alexander Edwards erbaut. 1898 wurde sie Teil seiner Oban & Aultmore-Glenlivet Distilleries. 1913 ging sie in den Besitz von John Dewar & Sons über und 1925 wurde sie von Distillers Company Limited (DCL) übernommen. 
1970/1971 wurde Aultmore renoviert und dabei von zwei auf vier Stills erweitert. 1987 übernahm United Distillers (UD) die Brennerei. 1998 verkaufte Diageo/UD die Brennerei als Teil von Dewar’s zusammen mit Bombay Sapphire Gin für 1150 Millionen Pfund an Bacardi.

## Produktion
Das Wasser der zur Region Highlands/Speyside gehörenden Brennerei stammt vom Auchinderran Burn. Das Malz kommt von den United Distillers-Maltings in Burghead, Roseisle und Glenesk. Die Brennerei verfügt über einen Maischbottich (mash tun) (9,2 Tonnen) aus Edelstahl und sechs Gärbottiche (wash backs) (je 46.500 l) aus Lärchenholz. Destilliert wird in zwei wash stills (je 15.500 l) und zwei spirit stills (je 14.859 l) die durch Dampf erhitzt werden.

## Abfüllungen
Seit 2004 gibt es einen 12-jährige Single Malt als Original-Abfüllung. Aus der Rare Malts Serie von United Distillers gibt es einen 21-jährigen. Aus der Shieldaig Kollektion gibt es einen 16-jährigen (251 Flaschen) und einen 23-jährigen (162 Flaschen). 